# هاروغيت ونيرزبورو (دائرة انتخابية في المملكة المتحدة)
هاروغيت ونيرزبورو (بالإنجليزية: Harrogate and Knaresborough)‏ هي إحدى الدوائر الانتخابية في المملكة المتحدة الممثلة في مجلس العموم في برلمان المملكة المتحدة.
عضو البرلمان الذي يمثلها حالياً هو :Mr Phil Willis (LD).